# Barrio Kennedy (Buenos Aires)
El Barrio John F. Kennedy es un conjunto de vivienda pública construido en 1963 en el barrio de Liniers, al oeste de la ciudad de Buenos Aires.
Fue planeado por la Constructora de Viviendas Familiares S.A.I.C. (COVIFAM), una sociedad anónima privada organizada por los empleados de los Talleres Liniers del Ferrocarril Sarmiento.
La entrada el predio se da por la Avenida Juan B. Justo 9100, y sobre un parque de cerca de 5 hectáreas se suceden los 15 monoblocks de planta baja y dos pisos altos que componen el barrio, junto con el centro de jubilados “Kennedy”, la casa de Administración del conjunto y una plaza pública.
El proyecto original de la COVIFAM planeaba la ampliación del Barrio Kennedy sobre los terrenos vecinos hacia el sur y el norte, construyendo 21 monoblocks más y una escuela. Sin embargo el proyecto nunca se concretó, y los terrenos pasaron al vecino Club Atlético Vélez Sarsfield durante la dictadura militar de 1976. Allí se construyó el predio deportivo de Vélez, impidiendo definitivamente la ampliación del Barrio Kennedy.